# Госон
Госон (ісп. Gozón) — муніципалітет в Іспанії, у складі автономної спільноти Астурія. Населення — 10 738 осіб (2009).
Муніципалітет розташований на відстані близько 390 км на північний захід від Мадрида, 28 км на північ від Ов'єдо.
Муніципалітет складається з таких паррокій: Амб'єдес, Баньюгес, Босінес, Кардо, Ерес, Лавіана, Луанко, Мансанеда, Нембро, Подес, Вердісіо, Віоньйо, Віодо.

## Демографія
Динаміка населення (INE ):

## Галерея зображень

Розташування муніципалітету
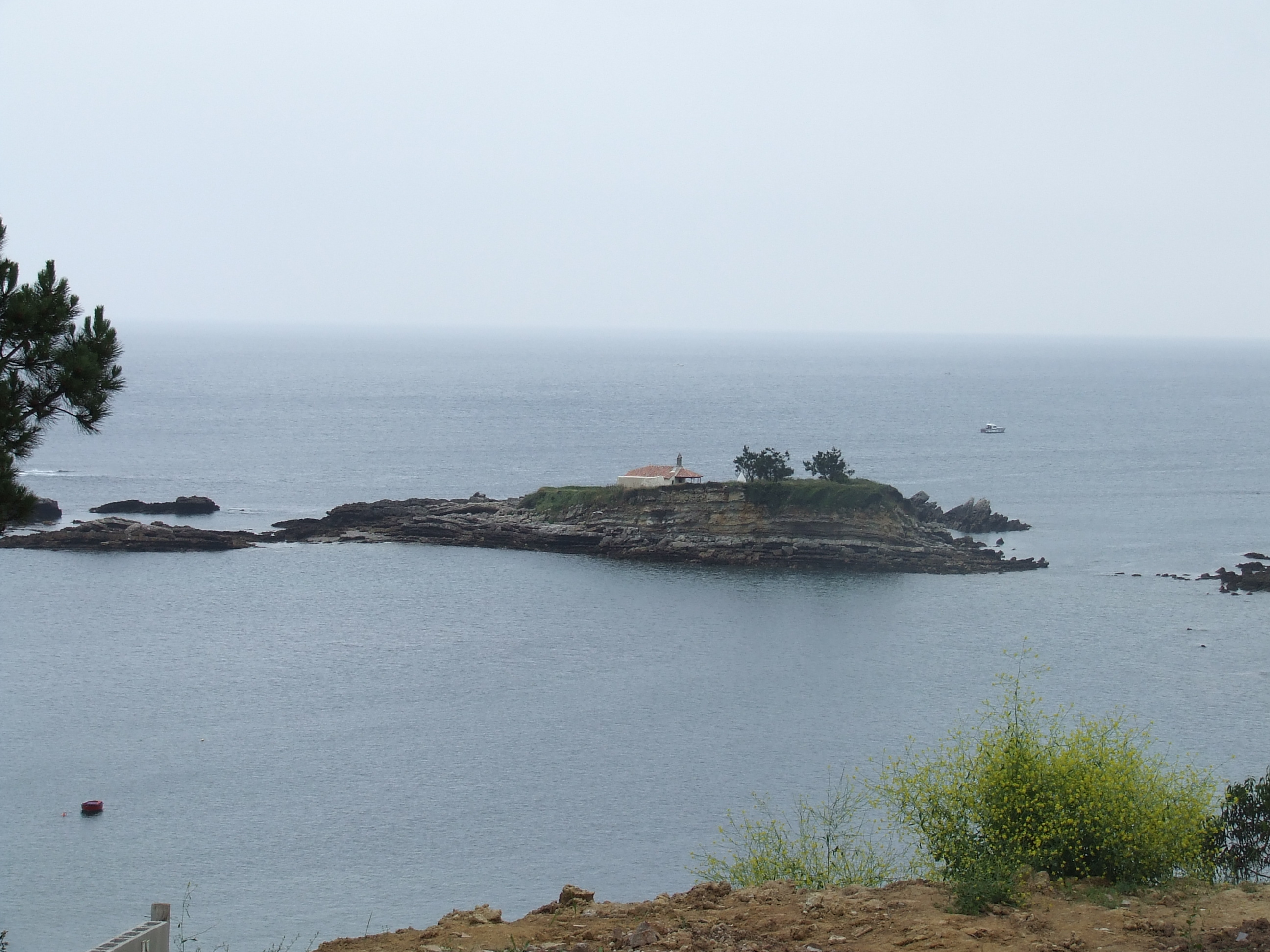
Острів Кармен
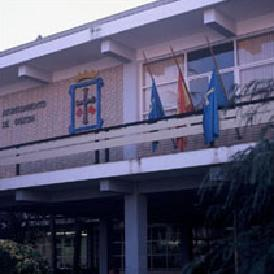
Муніципальна рада
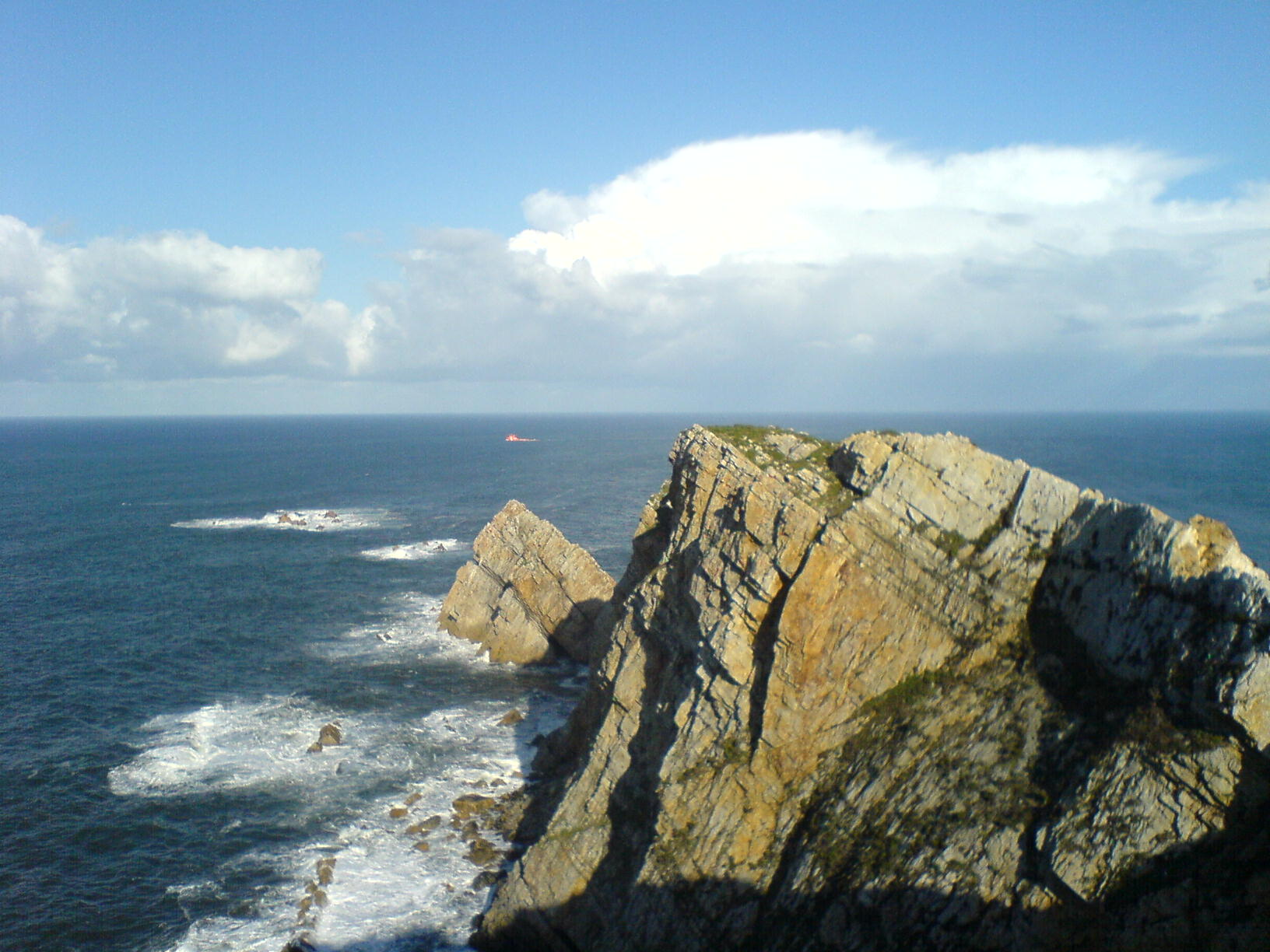
Панорама з мису Пеньяс
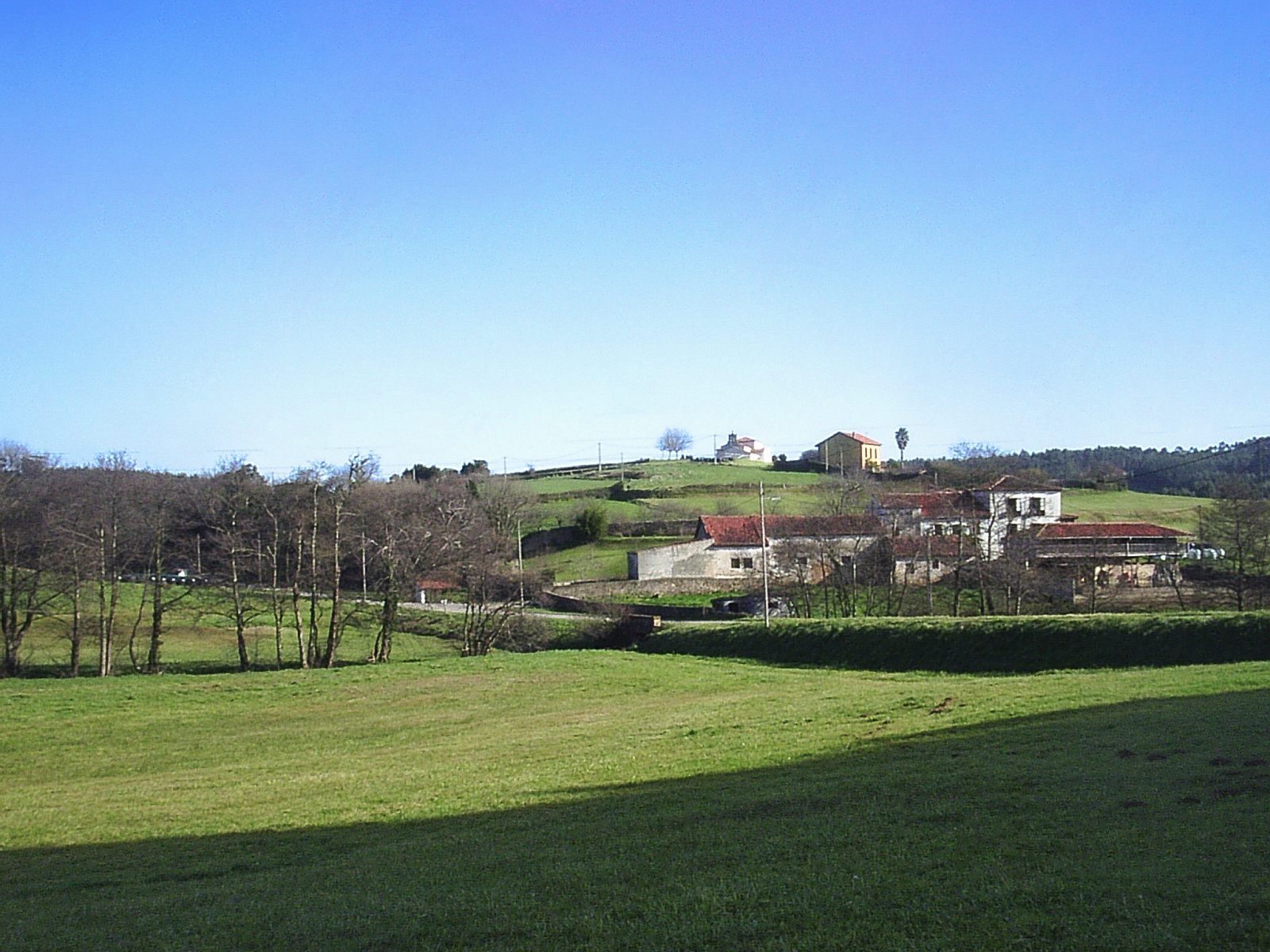
Віоньйо
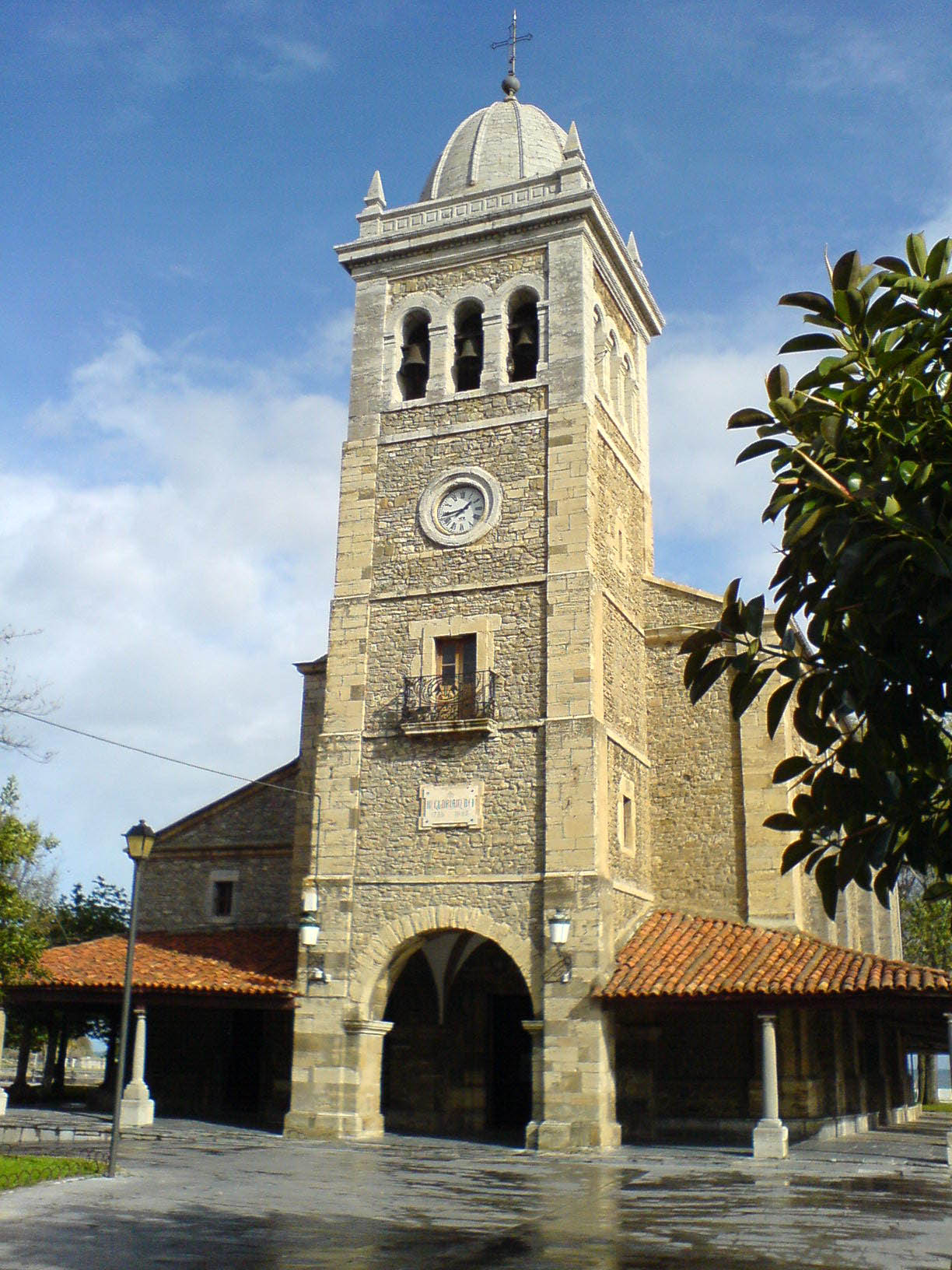
Парафіяльна церква Санта-Марія у Луанко
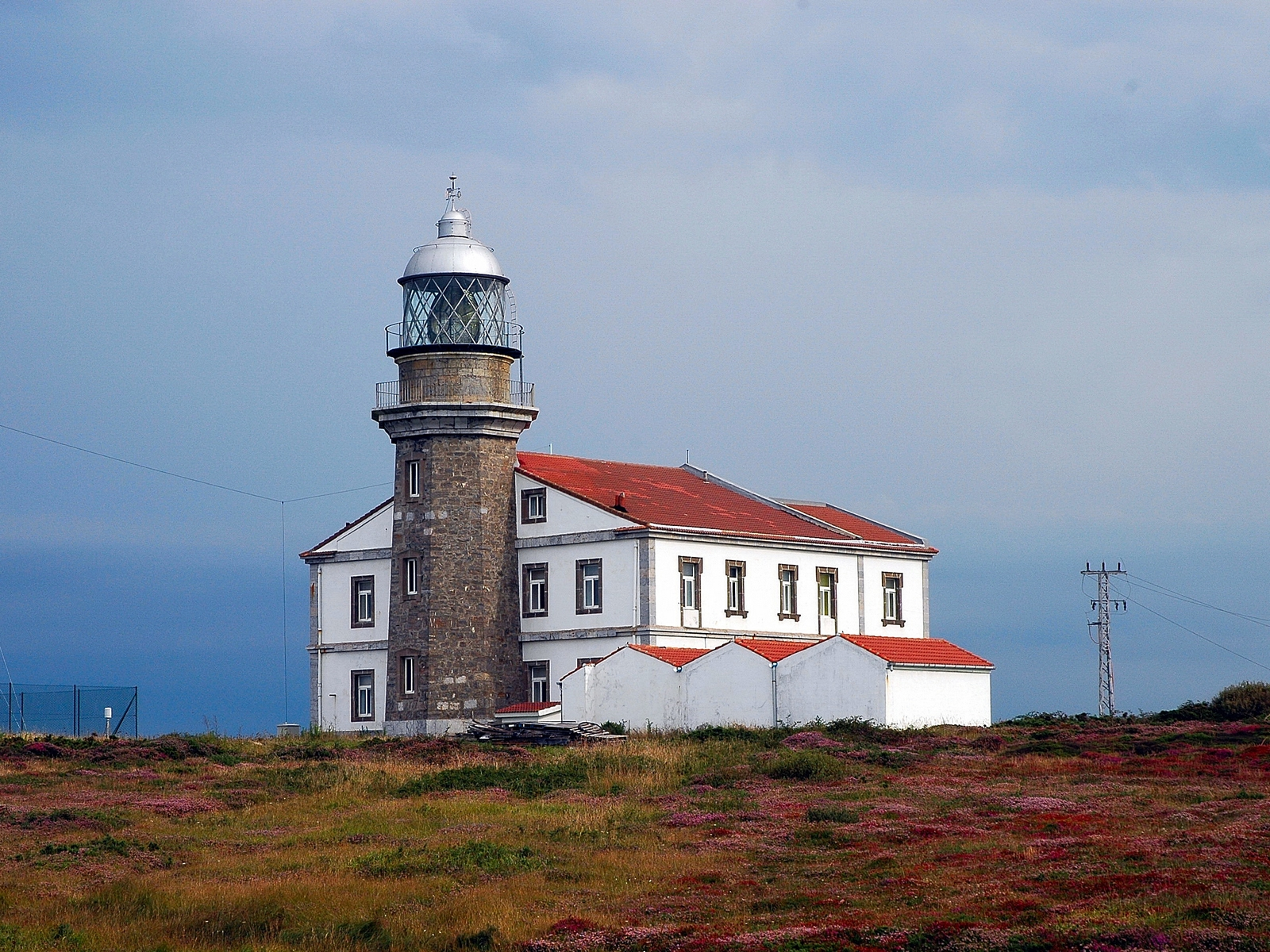
Маяк на мисі Пеньяс